# Mihály Mosonyi
Mihály Mosonyi, né Michael Brand le 2 septembre 1815 à Boldogasszony, Hongrie (maintenant en Autriche), et mort le 31 octobre 1870 à Pest, est un compositeur hongrois. Bien que moins connu, il est le troisième compositeur hongrois le plus important du XIXe siècle, après Liszt et Erkel. 
Il était surtout un compositeur instrumental. Ses œuvres les plus connues sont Musique Funéraire et Fête de Purification. Il composa aussi un Concerto pour piano en mi mineur (1844), deux symphonies, cinq messes, trois opéras (dont le plus connu est Szép Ilonka) et de la musique de chambre (sept quatuors à cordes, un sextuor à cordes et deux trios avec piano). Comme beaucoup de ses compatriotes, il était intéressé par la composition dans le style hongrois et il est l'un des premiers à en intégrer des éléments, notamment le cymbalum dans ses œuvres symphoniques. Il est également un important critique musical écrivant dans Zenészeti lapok.